# Date Masamune
Pour les articles homonymes, voir Date.
Date Masamune est un nom japonais traditionnel ; le nom de famille (ou le nom d'école), Date, précède donc le prénom (ou le nom d'artiste).
Date Masamune (伊達 政宗, Date Masamune, 5 septembre 1567-24 mai 1636) est l'un des daimyos qui dirigèrent la région de Tōhoku au Japon. Pendant un temps proche des chrétiens, Masamune est connu pour un certain nombre de choses qui font de lui une personnalité originale de l'époque, notamment son fameux kabuto orné d'une énorme demi-lune asymétrique. Il est parfois surnommé le « Dokuganryū » (独眼龍, « le dragon borgne »).

## Biographie

### Jeunesse
Fils aîné de Date Terumune, il naît au château de Yonezawa en septembre 1567, dans l'actuelle préfecture de Yamagata sous le nom de Bontenmaru.
Enfant, Masamune perd son œil droit à cause de la petite vérole, œil que Katakura Kagetsuna, son serviteur, lui ôta. Désormais borgne, sa propre mère le déclare incapable de devenir chef de clan et commence à manigancer pour favoriser son frère. Une nuit, elle tente ainsi de l'empoisonner en lui servant son dîner. Masamune doit alors se résoudre à tuer son propre frère, acte qu'il commente : « Je pensais qu'on pourrait vivre ensemble comme frères, peut-être dans une autre vie… »
À 12 ans, il reçoit le nom de Tojirō Masamune et épouse la fille de Tamura Kiyoaki, Megohime, l'année suivante.
Il participe à sa première campagne militaire en 1581, aidant son père dans la guerre contre le clan Sōma. Il remplace celui-ci à l'âge de 18 ans lorsqu'il quitte sa position de daimyo, ayant déclaré qu'il se retirait à un âge jeune afin d'éviter la coûteuse prise de pouvoir qu'il eut lui-même avec son propre père. Le père de Terumune lui-même avait affronté son grand-père avant lui.
Peu après l'accession de Masamune au titre de daimyo, un vassal des Date du nom de Ōuchi Sadatsuna déserte pour le clan Ashina dans la région d'Aizu. Masamune déclare alors la guerre aux Ashina pour cette trahison.
La famille Date avait consolidé son pouvoir sur son domaine et cimenté la stabilité de la région par des mariages de parents avec les clans voisins.
Avec l'accession de Masamune, ces relations sont mises de côté comme Masamune commence à attaquer et conquérir tous les clans environnants, y compris ceux tenus par des parents comme sa tante Onamihime dans la province de Mutsu et Dewa. Choqué par sa cruauté, un clan voisin, les Hatakeyama, implore désespérément l'intervention de Terumune Date dans les campagnes militaires de son fils contre ses voisins. Durant un dîner avec les Hatakeyama, Terumune affirme qu'il ne peut contrôler les actions de son fils. Dans un acte désespéré, les Hatakeyama capturent Terumune et tentent de le ramener chez eux. Masamune, qui était sorti à ce moment, apprend l'enlèvement. Comme Masamune et ses hommes rejoignent Terumune et ses ravisseurs sur le point de traverser une rivière, Terumune hurle à son fils de tirer sans se préoccuper de sa propre sécurité. Les hommes de Masamune tirent et tuent tout le monde, Terumune Date compris. Ivre de vengeance, Masamune fait torturer et tuer les familles de tous les hommes impliqués dans l'enlèvement de son père.

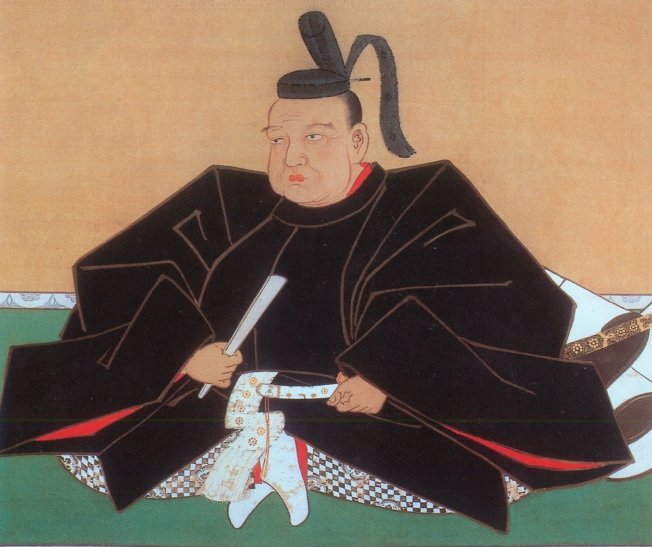

Après la défaite des Ashina en 1589, il fait du domaine d'Aizu sa base d'opérations.

### Masamune et Hideyoshi
En 1590, Toyotomi Hideyoshi commence à voir Masamune comme une menace pour son pouvoir et attaque Aizu. On prétend que Hideyoshi a dû encercler l'armée de Masamune avec une troupe de 100 000 hommes pour le forcer à se soumettre. Masamune, s'attendant à être exécuté, met ses plus beaux vêtements et ne montre aucune peur. Voulant éviter des troubles, Hideyoshi l'épargne.
Après quelque temps passé au service de Hideyoshi, Masamune se voit donner par celui-ci le château d'Iwatesawa et les terres environnantes. Il s'y installe en 1591, rebâtit le château, le renomme Iwadeyama et encourage la croissance d'une ville à son pied. Masamune occupe Iwadeyama pendant treize ans, période pendant laquelle il transforme la région en un centre politique et économique de première importance.
Il accompagne également Hideyoshi dans ses deux campagnes d'invasion de la Corée en 1592 et 1597.

### Le tournant
En 1600, lors de la bataille de Sekigahara, Masamune rejoint le camp d'Tokugawa Ieyasu. Celui-ci le récompense en lui donnant l'important et rentable domaine de Sendai, ce qui fait de Masamune l'un des daimyos les plus puissants. Ieyasu avait promis à Masamune un domaine d'un million de koku, mais, même après des améliorations substantielles, le domaine ne produit que 640 000 koku, dont la plupart sont utilisés pour nourrir la région d'Edo. En 1604, Masamune, accompagné par 52 000 vassaux (et leurs familles), s'installe dans le petit village de pêcheurs de Sendai. Il laisse son quatrième fils, Date Muneyasu, diriger Iwadeyama. Masamune a pour but de transformer Sendai en une grande et prospère cité.
Masamune améliore le commerce dans la région marécageuse de Tōhoku. Bien qu'au début il doive affronter des clans hostiles qui l'attaquent, il parvient à les écraser après quelques batailles et finit par diriger le plus grand fief du futur shogun Tokugawa. Il fait construire de nombreux palais et travaille sur de nombreux projets pour embellir sa région.
Il est aussi connu pour avoir encouragé la venue des étrangers sur ses terres. Il est possible que Date Masamune se soit lui-même secrètement converti au christianisme, bien qu'il soit plus probablement intéressé par la technologie étrangère, comme le furent d'autres seigneurs comme Oda Nobunaga. Pendant deux cent soixante-dix ans, Tohoku fut un endroit de tourisme, de commerce et de prospérité. Les îles de Matsu-shima, par exemple, furent célébrées pour leur beauté et leur sérénité sous forme de haïkus, par le poète Matsuo Bashō.

### Expédition autour du monde

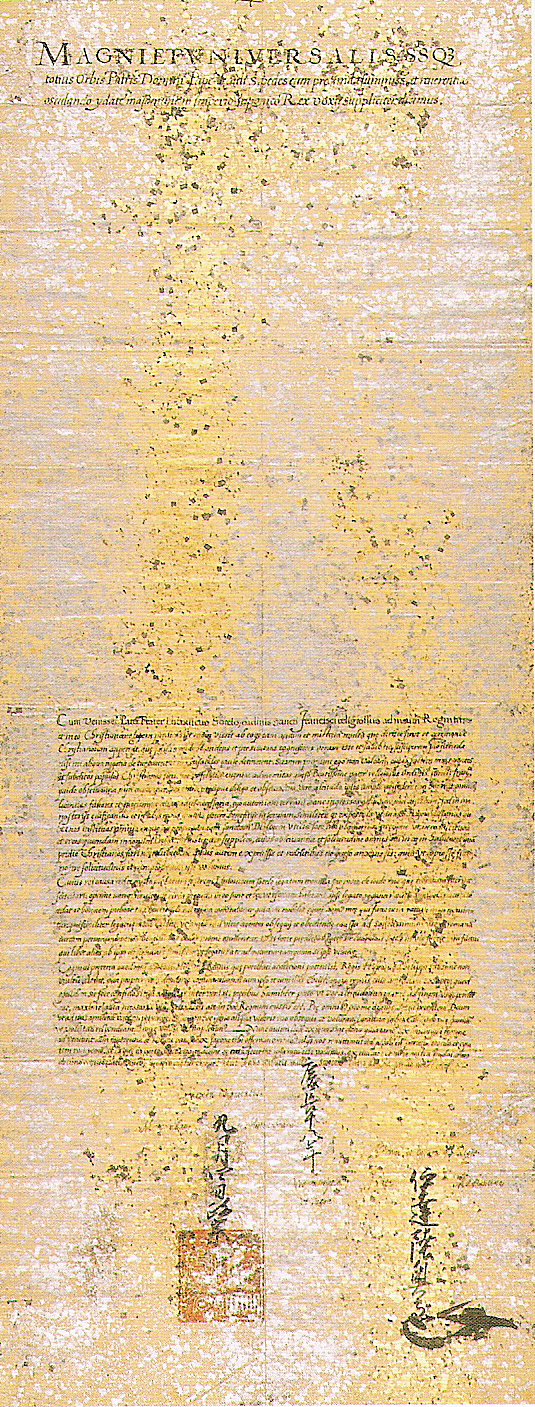
Lettre de Date Masamune au pape, en latin (1613).

La plus grande réalisation de Masamune est le financement et l'approbation d'un des seuls voyages d'exploration du Japon médiéval. Masamune a sympathisé avec les missionnaires et les commerçants chrétiens venus au Japon. En plus de les autoriser à venir et à prêcher dans sa province, il plaide pour la libération du missionnaire Luis Sotelo, prisonnier d'Ieyasu Tokugawa et condamné à mort. Masamune autorise le père Sotelo, tout comme les autres missionnaires à pratiquer leur religion et réaliser des conversions au Tohoku.
Après un temps, Masamune ordonne la construction du Date Maru, un navire d'exploration. Masamune fait construire ce bateau en utilisant des techniques de construction navale européennes. Il envoie Sotelo et l'un de ses vassaux, Tsunenaga Hasekura, en voyage vers Rome. Cette expédition, qui eut lieu entre 1613 et 1620, visita des pays tels que les Philippines, le Mexique, l'Espagne, la France et l'Italie, ce qui en fait la première expédition japonaise autour du monde. Dans les époques précédentes, les seigneurs japonais n'avaient jamais financé ce genre d'entreprises, ainsi cela en fait probablement la première expédition d'exploration japonaise.
Au moins cinq ou six membres de l'expédition sont restés vivre à Coria (Séville) en Espagne pour éviter les persécutions contre les chrétiens au Japon, et on compte maintenant 600 de leurs descendants nommés « Japón » (pour Japon) vivant actuellement en Espagne.

### Fin du règne
Lorsque Tsunenaga revient après sept ans de voyage, c'est pour s'apercevoir que le shogun a entre-temps forcé Date à appliquer les lois antichrétiennes de 1614 sur ses terres et à pourchasser les chrétiens. En 1623 et 1624, des centaines de chrétiens qui refusent d'apostasier meurent sous la torture. Parmi eux les missionnaires Luis Sotelo, Jacques Carvalho et d'autres.
Masamune participe aussi au siège d'Osaka, à l'hiver 1614-1615, où il s'illustre par des manières brutales qui sont loin de faire l'unanimité parmi les autres généraux. On raconte, par exemple, qu'en 1615 Masamune ordonne à ses propres troupes de tirer quelques volées de balles sur celles de son allié Sukemochi Jinbo, dont il déplore le manque d'agressivité, pour les pousser à l'action.
Lorsque l'année suivante Ieyasu se retrouva sur son lit de mort, Masamune vint au chevet de son seigneur réciter un poème zen.
Son fils Date Tadamune lui succèda à sa mort en 1636.

## Politiques
Bien que Masamune a été un patron des arts et a sympathisé avec la cause des étrangers, il était aussi un daimyo agressif et ambitieux, et aucun des seigneurs n'eut réellement confiance en lui. Hideyoshi réduisit la taille de ses terres pour punir sa lenteur à venir participer au siège d'Odawara contre Hōjō Ujimasa. Même si Ieyasu augmenta la taille de ses terres, il resta toujours méfiant envers Masamune et sa politique. Et ce, d'autant plus qu'il se méfiait des missionnaires, les percevant comme une menace envers son pouvoir, ce qui l'amena à faire exécuter le père Sotelo à son retour. Malgré cette méfiance de ses supérieurs, Masamune se comporta assez loyalement et prit notamment part aux campagnes de Corée et d'Osaka.

## Masamune dans la fiction

### Jeux vidéo
- Série Kessen de Koei (où il est un officier relativement mineur),
- Samurai Warriors (où il est un personnage jouable) et
- Sengoku Basara (héros du jeu, parmi d'autres figures célèbres de l'époque Sengoku)
- Age of Empires III : The Asian Dynasties.
- Total War: Shogun 2. On peut d'ailleurs aisément le reconnaître sur de nombreuses images promotionnelles du jeu grâce à son célèbre kabuto orné d'une demi-lune asymétrique et grâce à son cache-œil.
- Nioh, étant l'antagoniste principal de l'extension Le Dragon du Nord, maniant deux katana, et est lié à l'esprit protecteur du Dragon Bleu. Il devient un allié pour la suite de l'histoire à la suite de sa défaite contre William.
- Pokémon Conquest Masamune est l'un des chefs de guerre de Royaume que le joueur doit affronter durant son aventure principale, il peut également l'incarner. Il porte un cache œil. Le royaume dont il est le chef est Avia.

### Littérature
- La Pierre et le Sabre de Eiji Yoshikawa
- Sengoku Otome.
- Sengoku Basara
- Brave 10.
- Samurai Deeper Kyo où il est communément appelé Bontenmaru. Il manie un ken en bois, mais sa technique de prédilection est le combat à mains nues.